# Margherita di Savoia
Margherita di Savoia (nome completo Margherita Maria Teresa Giovanna di Savoia-Genova; Torino, 20 novembre 1851 – Bordighera, 4 gennaio 1926) fu consorte di re Umberto I e la prima regina consorte d'Italia. La moglie del primo re d'Italia Vittorio Emanuele II di Savoia, Maria Adelaide d'Austria, era infatti morta nel 1855, prima della proclamazione del Regno avvenuta nel 1861.
Membro della famiglia reale italiana negli anni in cui fu al fianco di Umberto come principessa ereditaria e, dal 1878, come regina d'Italia, esercitò una notevole influenza sulle scelte del marito e un grande fascino sulla popolazione, facendo sapiente uso delle proprie apparizioni pubbliche, concepite per attrarre il popolo con un abbigliamento ricercato e una costante affabilità. Secondo Ugoberto Alfassio Grimaldi, fu il personaggio politico dell'Italia unita che suscitò, dopo Giuseppe Garibaldi e Benito Mussolini, «i maggiori entusiasmi nelle classi elevate e nelle classi umili».
Cattolica, fieramente attaccata a Casa Savoia e profondamente reazionaria, fu una nazionalista convinta e sostenne la politica imperialista di Francesco Crispi. L'incitamento alla repressione delle rivolte popolari, come avvenne nei moti di Milano del 1898, per quanto controverso, non ne compromise l'immagine, forse perché fu la prima donna italiana a sedere sul trono del paese neocostituito. A corte gestì un circolo culturale settimanale che le valse l'ammirazione di poeti e intellettuali. I suoi balli, inoltre, come quelli cui partecipò, celavano spesso un piano diplomatico, e nelle sue intenzioni cercarono in particolare di assicurare una mediazione con l'aristocrazia "nera", rimasta fedele allo Stato della Chiesa e al pontefice dopo la presa di Roma.
Molti furono gli omaggi popolari e poetici tributati alla nobildonna (dalla pizza Margherita alla celebre ode carducciana Alla regina d'Italia, scritta subito dopo la visita bolognese dei sovrani nel novembre 1878), anche negli anni successivi all'assassinio del marito, quando diventò regina madre.

## Biografia

### Infanzia e adolescenza

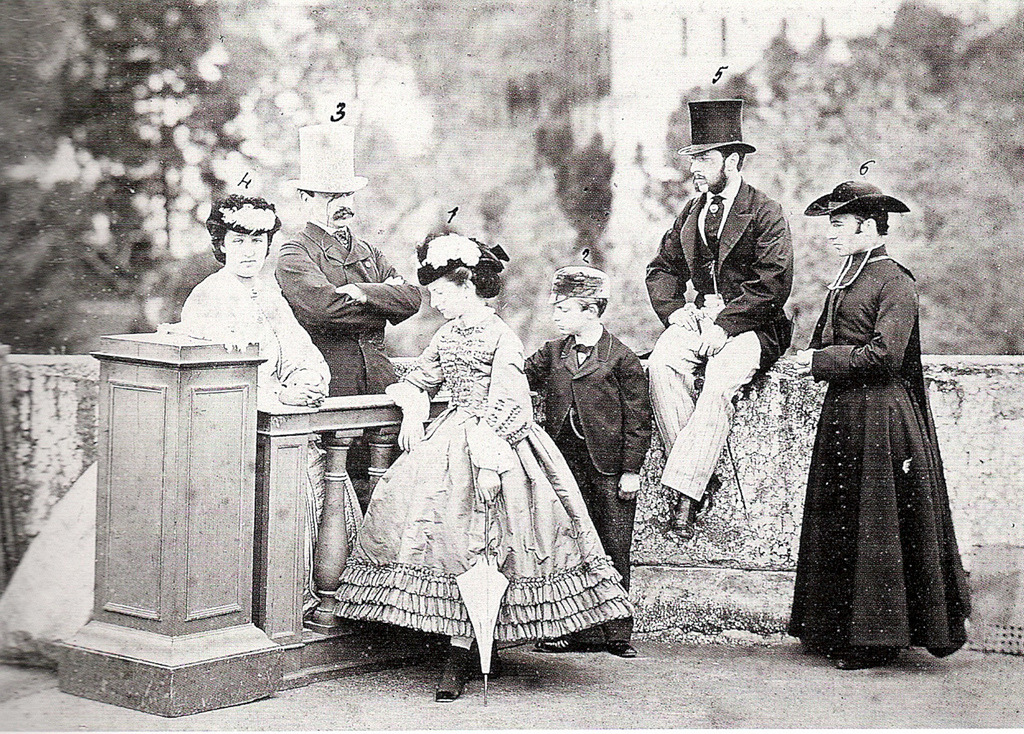
Margherita in giovane età con suo fratello minore Tommaso e i loro tutori, negli anni sessanta dell'Ottocento

Margherita venne alla luce nel Palazzo Chiablese di Torino alle ore 00:45 del 20 novembre 1851, figlia di Ferdinando di Savoia-Genova, primo duca di Genova, e di Elisabetta di Sassonia, figlia del re Giovanni di Sassonia. Il battesimo fu celebrato lo stesso giorno in una cappella «all'opportunità allestita e con splendidezza adornata», alla presenza del presidente del Consiglio Massimo d'Azeglio, di Alfonso La Marmora e del conte di Cavour, allora ministro della Marina e dell'Agricoltura e Commercio. Rimase orfana di padre all'età di quattro anni; con la madre e il fratello minore Tommaso, duca di Genova, passò l'infanzia e l'adolescenza nel Palazzo Chiablese. Elisabetta era stata confinata da Vittorio Emanuele II al castello di Govone prima e nella villa di Stresa poi, come punizione per avere sposato clandestinamente un borghese, Nicola Rapallo (1856). L'intercessione di Giovanni di Sassonia e di Aleksandra Fëdorovna, zarina madre, portò alla riabilitazione di Elisabetta e all'accettazione del matrimonio, mentre lo sposo fu creato marchese di Rapallo.
Il rapporto con la madre fu piuttosto difficile, dal momento che la bambina mal sopportava le sue confidenze con il nuovo marito. La prima educazione della piccola fu affidata alla contessa Clelia Monticelli di Casalrosso, una donna severa e bigotta, presto sostituita da un'istitutrice che occupò un posto di primo piano nell'infanzia e nell'adolescenza della futura regina d'Italia: la giovane austriaca Rosa Arbesser. Rosa, dolce, raffinata, di buona cultura e di notevole intelligenza, diede a Margherita la serenità necessaria, instaurando con lei un legame strettissimo. Quando, in età adulta, la baronessa Olimpia Savio chiese «come fosse avvenuto che, rimasta sempre nella stretta [...] atmosfera di Corte, [...] fosse cresciuta di gusti, d'istinti, di abitudini così diverse», Margherita assegnò buona parte del merito all'amata istitutrice.
Fu posta gran cura nel dotare la principessina di una formazione completa: dopo le prime nozioni di cultura generale impartite da don Cipriano Mottura, sacerdote d'impronta liberale, il professor Andrea Tintori le insegnò la storia e la letteratura italiana, ed Ernesto Allason il disegno, mentre il cavalier Carlo Uria e il maestro Stefano Tempia si occuparono delle lezioni di pianoforte. Per quanto si trattasse di un piano ambizioso ed esteso a numerose discipline, difettava nelle sue basi. Le lettere a Marco Minghetti rivelano come la fanciulla leggesse Dante (rimase particolarmente affascinata dalla Divina Commedia, tanto da animare i suoi salotti con la Lectura Dantis, grazie anche all'amicizia con il dantista alatrense Luigi Pietrobono) prima di aver studiato la grammatica, e come le si proponesse un programma liceale senza averla dotata di una preparazione sufficiente. Questo spiega perché Margherita sviluppasse conoscenze in molti ambiti, ma sempre superficiali, e spiega altresì i numerosi errori di ortografia e sintassi che costelleranno la sua corrispondenza.

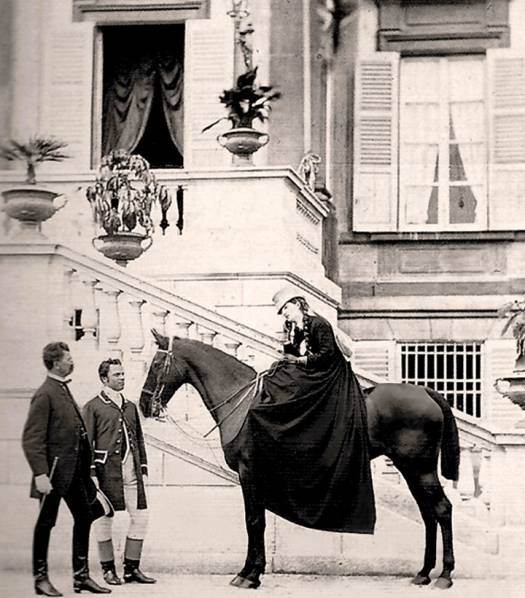
La principessa Margherita di Savoia-Genova a cavallo alla Villa Reale di Monza

Margherita ricevette al contempo un'educazione profondamente cattolica: la sua religiosità non verrà mai meno, né si attenuerà quando, divenuta regina, casa Savoia si scontrerà con il Vaticano e con il Pontefice. Il 10 giugno 1863 fece la prima comunione nella cappella di palazzo Chiablese, nel 1866 la cresima al castello di Agliè.
Non era mancato tuttavia, sin dall'infanzia, lo spazio dedicato ai giochi e allo svago. Assieme al fratellino Tommaso assisteva alle corse dei cavalli in presenza del re e di Cavour, e si ricorda un celebre episodio in cui di sottecchi il conte aveva incoraggiato i fratelli all'indisciplina. Particolarmente lieti erano i lunghi soggiorni al castello di Agliè e alla villa rosminiana di Stresa, dove, ancora bambina, si dedicava ad attività ludiche con le figlie del generale Enrico Morozzo Della Rocca e della poetessa Irene Verasis di Castiglione, Natalia ed Elena. Adolescente, sviluppò un amore sincero per la poesia e per l'arte e, quindicenne, scrisse un poemetto d'argomento medievale intitolato Le Gantelet, illustrandolo di suo pugno.
C'erano poi le settimanali lezioni di ballo, cui prendeva parte tra gli altri il duca d'Aosta Amedeo, fratello del futuro sposo di Margherita. Molto si è discusso circa un amore adolescenziale maturato in queste occasioni tra i due e gli studiosi hanno sostanzialmente avallato l'ipotesi, pur nell'assenza di prove concrete. Già il 27 settembre 1862, alla festa per le nozze di Maria Pia di Savoia con il re portoghese Luigi I, pare che Margherita non avesse occhi che per il cugino, nella stessa circostanza in cui vide per la prima volta Umberto, «al quale non rivolse nemmeno la parola», nella reciproca convinzione che quell'incontro non avrebbe avuto alcun seguito.
Sicuramente a Margherita piaceva «l'amabile compagnia» del duca e probabilmente, come ha sostenuto Biancotti, una punta di dispiacere colse la giovane quando seppe delle nozze del cugino con la principessa Maria Vittoria dal Pozzo della Cisterna. Di certo li univa un carattere alquanto simile, portato all'«amore del fasto» e «alla religiosità quasi bigotta», così come Amedeo godeva notoriamente di un ottimo ascendente sulle fanciulle.
Bionda e di bel portamento, la giovane Margherita sviluppò un carattere religioso e conservatore, dimostrando eccellenti qualità di comunicatrice, che le guadagneranno una notevole popolarità, soprattutto presso gran parte degli italiani, nonostante le sue tendenze reazionarie (per esempio approvò vigorosamente le repressioni dei Moti di Milano del 1898 e, più tardi, appoggiò con entusiasmo la presa del potere da parte dei fascisti), supportata dal suo coinvolgimento in numerose opere di beneficenza e filantropiche, affiancato da attività promozionali delle arti, anche minori, e dalle numerose visite e dai cospicui lasciti a ospedali, orfanotrofi e istituti vari.

### Matrimonio

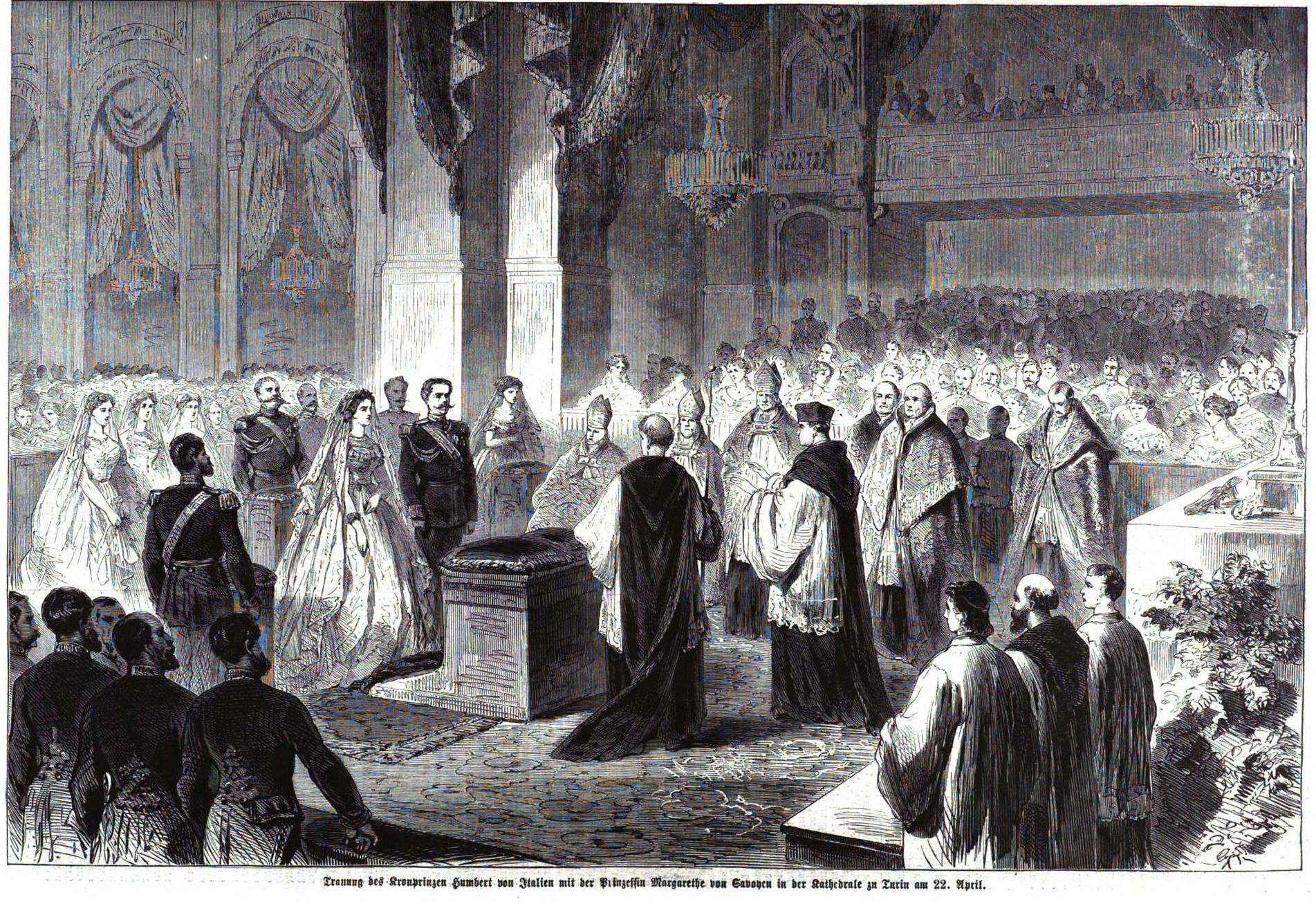
La celebrazione delle nozze di Margherita e Umberto nel duomo torinese di San Giovanni

Nel 1864 Filippo Gualterio fu il primo a suggerire al re il matrimonio tra il figlio Umberto e la nipote. Tuttavia Margherita aveva solo tredici anni e il progetto cadde per qualche anno nel dimenticatoio. Dopo il 1866 e dopo la fugace alleanza dei Savoia con la Prussia, Vittorio Emanuele preferiva legare il primogenito agli Asburgo, per rinsaldare i legami tra le due case. Fu quindi stabilito che a sposare Umberto fosse Matilde d'Asburgo-Teschen, ma il 6 giugno 1867 la tragica morte della diciottenne, arsa viva in un incidente domestico quando in abito da ballo era pronta a recarsi a una serata mondana, fece saltare le nozze ormai imminenti.
Il generale Menabrea, presidente del Consiglio, ripropose allora al re il matrimonio tra consanguinei e, nonostante le iniziali reticenze del sovrano, il fidanzamento diventò presto ufficiale: Umberto incontrò la principessa per la domanda di rito il 28 gennaio 1868. Legata alla terra d'origine, Margherita era contenta di sposare un italiano, dopo aver rifiutato le nozze con il principe Carlo di Romania.

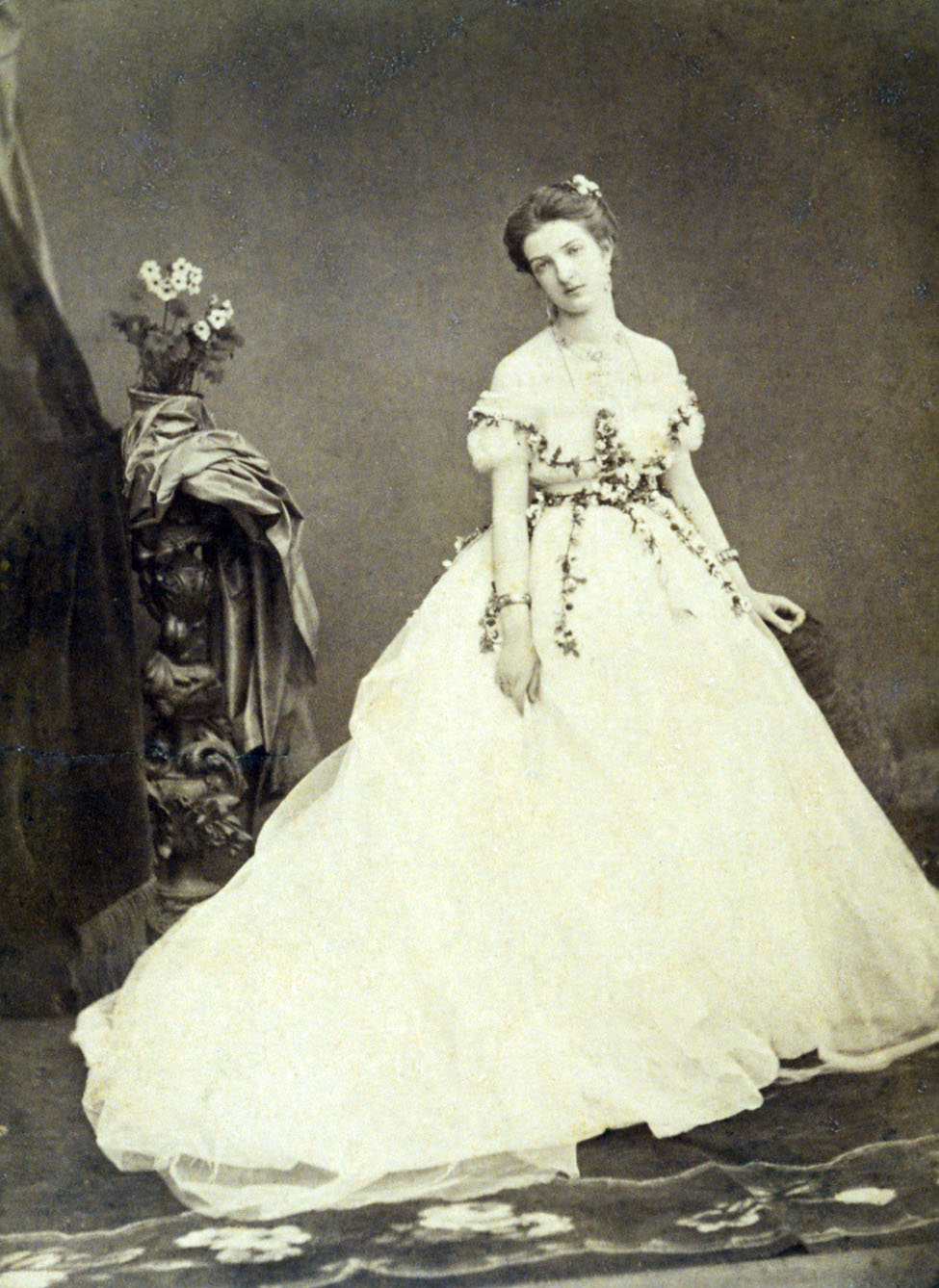
Margherita di Savoia in una foto del 1868, anno del suo matrimonio

Il matrimonio fu celebrato a Torino nell'aprile 1868: il 21 nella sala da ballo del Palazzo Reale venne sottoscritto l'atto nuziale, il giorno seguente i principi ereditari si unirono in matrimonio nel duomo di San Giovanni, in una funzione presieduta dall'arcivescovo Alessandro Riccardi di Netro, assistito da Luigi Nazari di Calabiana e Andrea Casasola, arcivescovi di Milano e Udine, e da Giovanni Conti e Giovanni Battista Cerruti, vescovi di Mantova e Savona e Noli. Casa Savoia volle che fossero presenti, accanto a nobili e personalità di spicco della politica nazionale, anche le delegazioni operaie e semplici popolani. Dopo il sontuoso ballo che la sera vide protagonisti aristocratici di tutta Europa, il 23 i novelli sposi si recarono alla festa organizzata in loro onore presso la Società Filodrammatica torinese. Ascoltarono poesie declamate in loro onore e assistettero a La festa della colomba, commedia-operetta con parole di Vittorio Bersezio e musica di Gualfardo Bercanovich. Margherita ebbe in dono un saggio di Manzoni, Sull'Unità della lingua italiana e sui mezzi di diffonderla, con un autografo del romanziere milanese.
La festa continuava: al ballo offerto dall'Accademia Filarmonica ci fu il famoso episodio che vide protagonisti la sposa e il principe Federico di Prussia (futuro Federico III di Germania), il quale tagliò un lembo del vestito di Margherita, lacerato da un ballerino durante la quadriglia. Il nobile se lo appuntò al petto in ricordo della lieta giornata, sollevando i presenti dall'imbarazzo che l'incidente aveva creato. In piazza Carlo Emanuele si svolse un torneo in memoria del ritorno in città di Emanuele Filiberto, avvenuto nel 1559. I nobili ebbero modo di dimostrare le loro doti equestri, dando prova di destrezza e precisione. Ogni volta che con la lancia facevano ruotare un meccanismo costruito per l'occasione, centinaia di uccelli si libravano in volo, in mezzo alla folla acclamante.

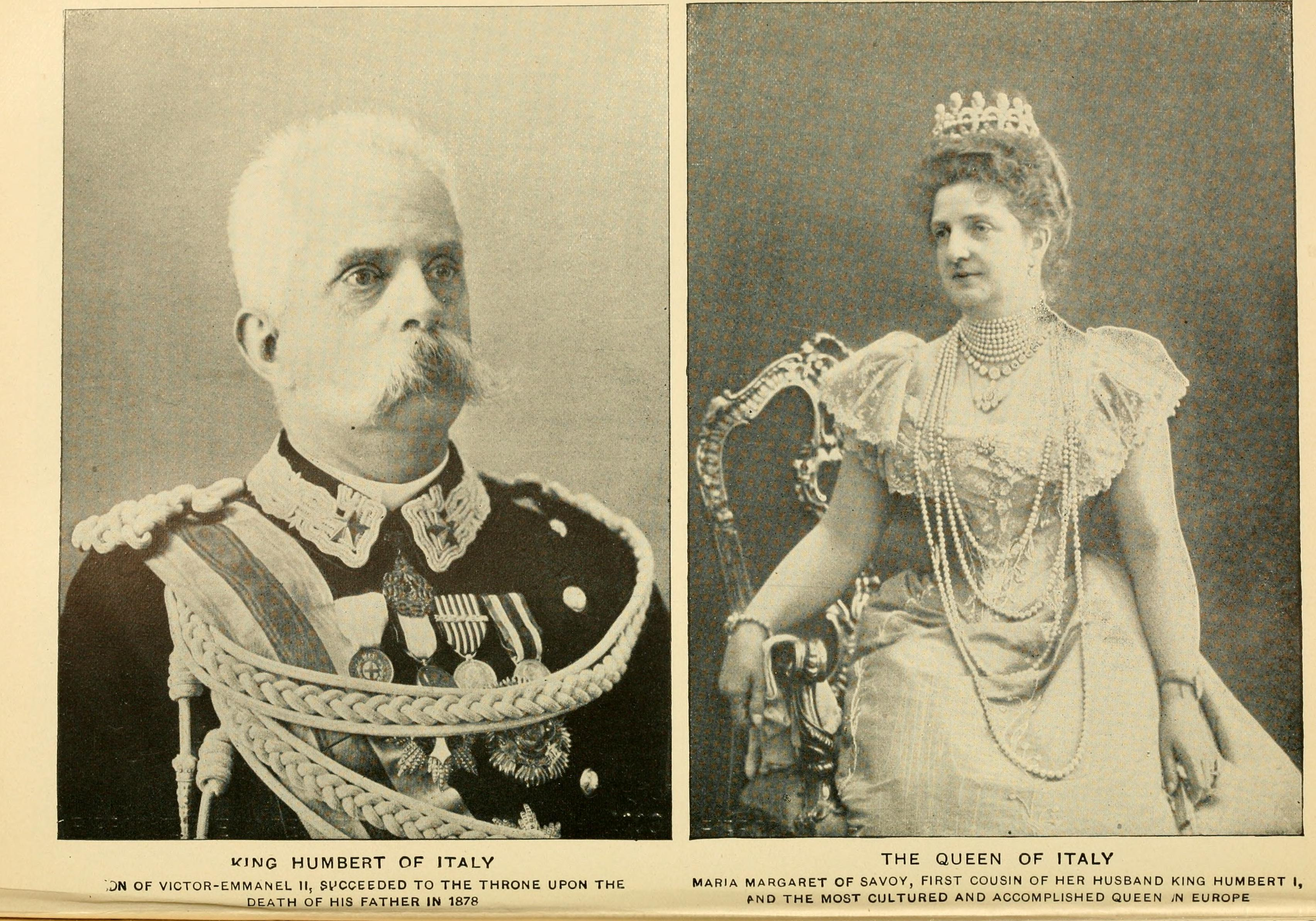
Umberto e Margherita di Savoia

Il viaggio di nozze rispose a precise esigenze politiche. Il tragitto prevedeva di scendere lungo tutta la penisola per far conoscere alla neonata Italia i futuri sovrani, nell'intento di creare un'unità di sentimenti, dopo il raggiungimento di quella politica (per quanto mancasse l'ultima conquista, quella di Roma). Gli sposi si diressero quindi verso la capitale, Firenze. Il 27 lasciarono Torino, raggiungendo la prima importante tappa del viaggio tre giorni più tardi, dopo aver toccato Alessandria, Piacenza, Parma, Modena e Bologna.
La mattina del 30 fecero ingresso nella capitale, accolti dall'entusiasmo della folla, ricevendo in dono dal sindaco Lorenzo Ginori Lisci «un giglio costellato di rubini con una margherita dalle foglie di brillanti», omaggio alla principessa anche nella scelta del fiore chiamato a ornare il simbolo della città. La sera, a Palazzo Pitti, la sontuosa festa si svolse all'insegna del fasto, mentre Margherita non lesinava sorrisi e, come già durante il giorno, manifestazioni anche plateali di gioia o di affetto per il fratello più piccolo. In seguito, il viaggio proseguì per Genova e Venezia e, dopo l'estate a Monza presso la Reggia di proprietà della famiglia reale, si estese nell'inverno a Napoli e alla Sicilia.

### Gli anni napoletani e la nascita di Vittorio Emanuele III

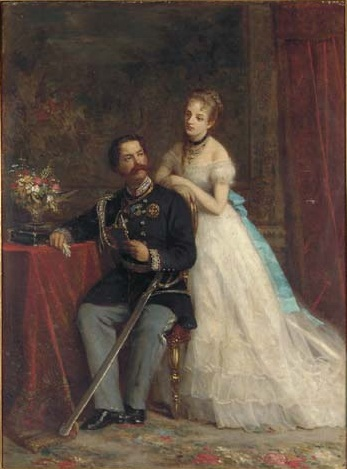
Margherita e Umberto durante il soggiorno napoletano

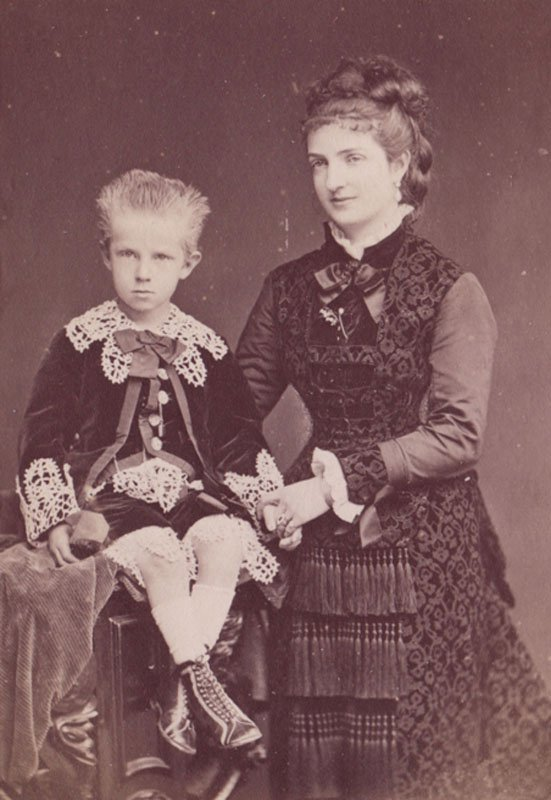
La regina Margherita con il figlio Vittorio Emanuele, 1877

Occorreva continuare a veicolare un messaggio unitario. In questo senso, le ragioni politiche dettarono anche la scelta della nuova residenza: Napoli. La città, ancora divisa tra la popolazione filoborbonica e quella favorevole ai nuovi sovrani, doveva sapere come i Savoia avevano esteso i loro interessi, non limitandoli più al solo Piemonte. Il 28 giugno 1869 fu dato l'annuncio della gravidanza di Margherita. Dopo l'ormai già tradizionale estate monzese (cui si univa spesso un soggiorno presso la villa della madre Elisabetta a Stresa), l'11 ottobre i coniugi tornarono a Napoli. Il parto si avvicinava quando giunse la notizia che il re era gravemente ammalato a San Rossore. Alessandro Riberi, medico reale, non nascondeva il proprio pessimismo, tanto che accorse anche don Giuseppe Renai per impartire a Vittorio Emanuele l'estrema unzione. Tutti aspettavano la notizia del decesso, ma il re si riprese.
I preparativi per la nascita fervevano: si trattava del primo parto in seno alla monarchia sabauda dopo l'Unità d'Italia. Il Consiglio municipale della città si occupò di istituire una commissione di artisti, presieduta da Domenico Morelli, per forgiare la culla del nascituro. Maria Maisto, popolana di Grumo Nevano, era già stata scelta come balia in estate. Nel periodo precedente la nascita del bambino, Margherita passeggiava regolarmente lungo la Riviera di Chiaia, mostrandosi al popolo. Il pomeriggio del 9 novembre apparve al passeggio per l'ultima volta: due giorni dopo, verso sera, cominciarono le doglie del parto.
Nella stanza di Margherita ci fu un simbolico affollamento: la presenza dei generali Roberto de Sauget e Enrico Cialdini, voluta dal re, indicava come il nascituro appartenesse a una stirpe di soldati, mentre il principe Eugenio di Carignano (in rappresentanza del re ancora convalescente), il presidente del Senato Gabrio Casati e il sindaco partenopeo Guglielmo Capitelli dimostravano la rilevanza politica del momento. Alle dieci e tre quarti nacque un maschio, cui fu subito amministrata l'acqua lustrale. Era venuto alla luce Vittorio Emanuele Ferdinando Maria Gennaro.
Nemmeno la scelta dei nomi era casuale: se Vittorio ed Emanuele si inserivano naturalmente nella tradizione sabauda, Ferdinando costituiva un omaggio al nonno materno (ma non è escluso potesse voler accontentare anche i nostalgici della monarchia borbonica, come sostenuto da alcuni storici ma poi recisamente negato da Romano Bracalini), mentre il nome Gennaro voleva esprimere la vicinanza alla città, come il titolo di principe di Napoli che fu assegnato al bambino. Maria, infine, era il nome cristiano per eccellenza. Margherita era una credente convinta, e, in tempi di scontro con il pontefice e con la Chiesa, bisognava anche ribadire la propria appartenenza cattolica.
A mezzanotte, centouno colpi sparati dal forte di Sant'Elmo annunciarono che era nato un maschio. Il parto, tuttavia, era stato molto doloroso: si dovette infatti ricorrere al taglio cesareo e la principessa seppe presto di non poter avere altri figli. Il notevole sforzo la costrinse a letto per oltre due settimane. I poeti e gli intellettuali, intanto, non lesinavano energie per celebrare l'evento. I versi prateschi, dedicati a Margherita, si aggiungevano a una pagina di Luigi Settembrini in lode della culla. Non tutti gli artisti della penna, però, si dimostrarono entusiasti; Felice Cavallotti compose Il Parto e l'Amnistia, trentotto ottave in cui si scagliava contro la monarchia. Il titolo fa riferimento all'amnistia concessa il 14 novembre per i reati politici che «non siano commessi o accompagnati a crimini o delitti contro la persona, la proprietà, le leggi militari, o a reati di associazione di malfattori o di complicità nei medesimi». Umberto aveva inoltre erogato un sussidio di 100.000 lire per i poveri.
Se buona parte della popolazione aveva manifestato il proprio calore per l'evento, assecondata dalle autorità civili, i rapporti con la Chiesa erano tesi – e doveva ancora esserci la breccia di Porta Pia –, come testimoniò l'atteggiamento dell'arcivescovo di Napoli Sisto Riario Sforza, che rifiutò di benedire il neonato e di presenziare al solenne Te Deum che si tenne nella basilica di San Lorenzo.
All'inizio del 1870 il duomo di San Gennaro fu teatro di una cerimonia ufficiale di ringraziamento e il 20 febbraio Margherita poté mostrare per la prima volta il piccolo al re, quando questi, completamente ristabilito, guadagnò la città partenopea. Divenuta madre, la principessa manifestava la propria gioia pubblicamente – come quando alla stazione, dov'era venuta ad accogliere il suocero, esibì il figlioletto alle donne del mercato – e privatamente, nelle missive alle amiche più intime. Parlando del bambino, cui era stata assegnata la governante cattolica irlandese Elizabeth Lee e la succitata balia Maria Maisto, così si rivolgeva il 16 marzo a Natalia della Rocca: «Il mio ometto comincia a divertirmi: è così grazioso e vuole acchiappare la luce con le sue zampine. Naturalmente io lo trovo bello perché sono sua madre».
La villeggiatura monzese cominciò prima del solito: in aprile i principi erano già nella località in cui Umberto verrà ucciso trent'anni più tardi. Margherita inaugurò una serie di incontri con letterati illustri che la porteranno, in futuro, a stringere amicizia con Edmondo De Amicis e con Giosuè Carducci. Prima di loro conobbe Alessandro Manzoni, che fu accolto con molte attenzioni e parlò brevemente con la nobildonna.
Il 20 settembre determinò un'ulteriore complicazione nel confronto con la Chiesa e con il Papa, rafforzando anche all'interno dell'aristocrazia la spaccatura tra "bianchi" (fedeli alla monarchia) e "neri" (schierati con il pontefice). La cattolica principessa dovette quindi mediare tra l'appartenenza politica e la fede religiosa.

### Trasferimento a Roma

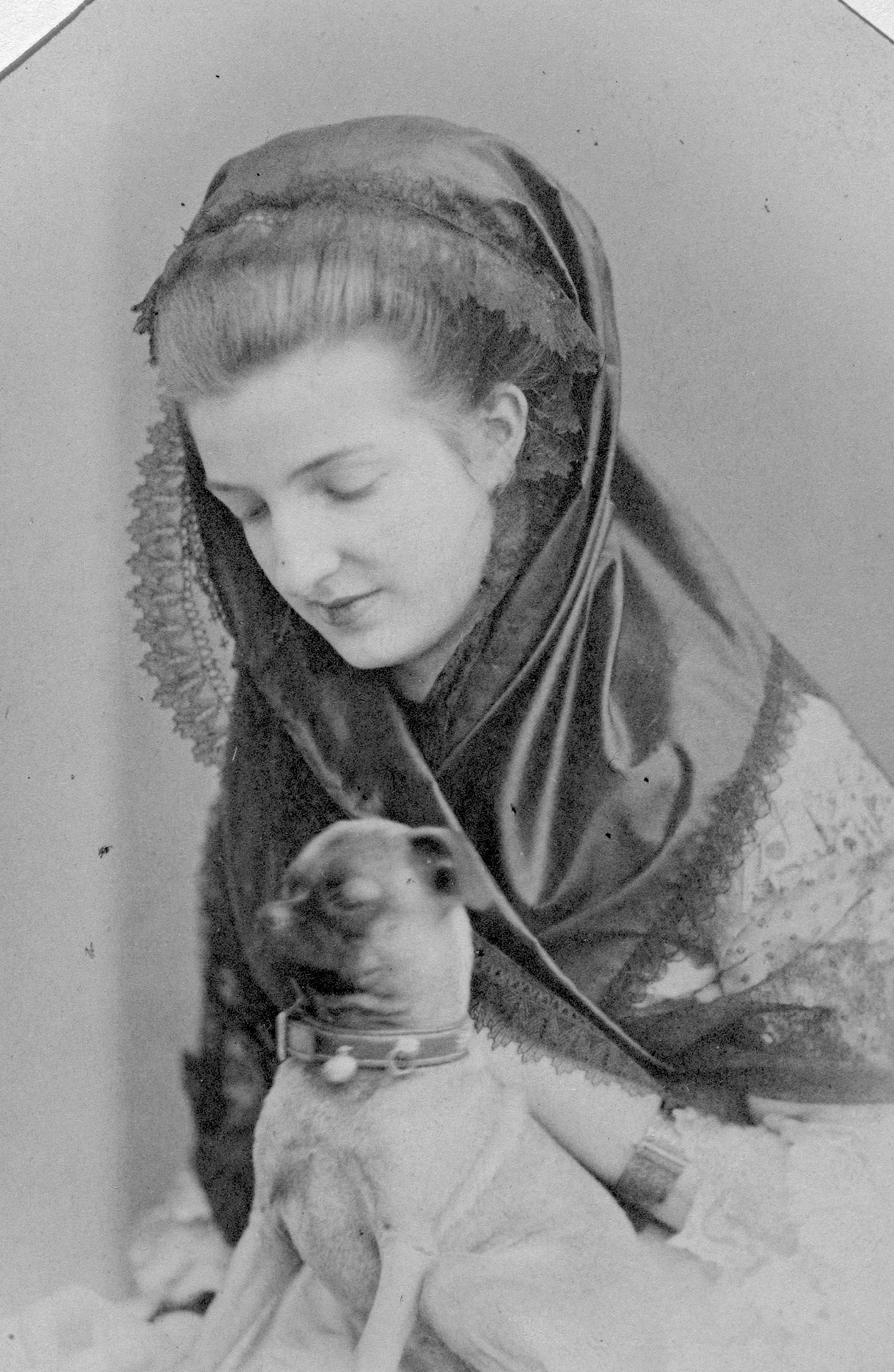
La principessa Margherita di Savoia nel 1872

Intanto, esauriti i motivi per risiedere a Napoli, i futuri sovrani dovettero trasferirsi laddove si giocava ormai l'equilibrio politico del paese. Il pomeriggio del 23 gennaio 1871 fecero quindi il loro ingresso a Roma, dopo che la mattina Vittorio Emanuele II era giunto «quasi clandestinamente». L'accoglienza fu migliore di quanto paventato e più calorosa di quella riservata al re: la pioggia battente non aveva impedito a una folla numerosa di riunirsi per salutare i principi ereditari, né Margherita si risparmiò un gesto per accattivarsi le simpatie della popolazione. Dette ordine di scoprire la carrozza per essere visibile e «le acclamazioni – dicono i contemporanei – salirono al cielo».
Cominciò una serie di scaramucce più o meno significative con il Vaticano, destinate a diventare un vero e proprio leitmotiv. Già il giorno dell'insediamento al Quirinale il cardinale Antonelli sminuì, in una circolare, la portata dell'entusiasmo popolare, che aveva invece incitato più volte i principi a comparire sul balcone tra gli applausi generali. Al tempo stesso si fraintendevano volentieri le omelie dei sacerdoti, come quando il padre gesuita Curci infierì «contro i giovani che perdevano la testa dietro a sgualdrine». Alcuni, «o malvagi, o stolti», «lo accusarono di aver alluso ai gentiluomini aspiranti ad appartenere alla Corte della principessa Margherita». Curci, naturalmente, protestò contro l'accusa gratuita.
La maggioranza delle famiglie aristocratiche della città rimaneva (nella quasi totalità dei suoi componenti) filopapale. Qualcuno accettò tuttavia di partecipare alla vita civile: Francesco Rospigliosi Pallavicini fu sindaco di Roma e Filippo Doria Pamphili accettò dal re la carica di prefetto di palazzo. Anche il duca Lante della Rovere e Michelangelo Caetani (che però in punto di morte si riconciliò con il Vaticano) appoggiavano la monarchia sabauda. Quando arrivò la prima domenica capitolina, si determinò un nuovo problema da risolvere: dove andare a Messa. Il confessore del re, Valerio Anzino, non poteva celebrarla in Quirinale a causa dell'interdetto. Così, Margherita si recò con il coniuge a Santa Maria Maggiore, dove i canonici più sensibili mostrarono per loro una certa premura, dotandoli di cuscini e di un inginocchiatoio, subendo immediatamente il rimbrotto dalla corte papalina. I Savoia, comunque, inaugurarono così una tradizione che manterranno per un certo periodo: a Santa Maria Maggiore, dove celebrava monsignor Anzino, la folla accorreva numerosa, «attratta dall'inconsueto spettacolo e curiosa di controllare il fervore dei Savoia nella preghiera». L'anno successivo, con la consacrazione della chiesa del Sudario, di proprietà dei Savoia, la questione si risolse e si allontanò dalle luci della ribalta.
A corte, Margherita aveva un ascendente notevole sulle scelte del marito, ma ufficialmente si occupava dei ricevimenti e ben presto acquisirono grande fama i suoi incontri del giovedì, giorno in cui convenivano intellettuali di spicco, sedotti dalla conversazione della padrona di casa, interessata ad affrontare tematiche che di solito rimanevano lontane dai palazzi reali, più inclini a serate frivole. Anche la scelta degli ospiti, in cui il rango non aveva un ruolo decisivo, rappresentò un elemento nuovo che concorse a dare notorietà alle serate della principessa, alimentandone il mito presso i poeti e, quindi, presso l'immaginario comune.
Il giovedì si riunivano quindi al Quirinale nomi quali Ruggero Bonghi, il colto ministro Marco Minghetti (amico intimo di Margherita e successivamente Presidente del Consiglio per la seconda volta, dopo il primo governo degli anni Sessanta), l'illustre storico Ferdinand Gregorovius, Emilio Broglio, il marchese Francesco Nobili Vitelleschi e il barone archeologo Giovanni Barracco, per citare i più significativi. Le donne entravano nel cenacolo solo in quanto consorti di politici vicini alla principessa: fra loro vi erano Laura Minghetti, Antonietta Farini (moglie di Domenico), Bice Tittoni (sposata con il senatore Tommaso) e Carolina Rattazzi, nuora del noto Urbano.
I balli, che si tenevano l'ultimo mercoledì del mese, rappresentavano un momento più diplomatico che mondano: servivano da un lato a rafforzare i legami con l'aristocrazia rimasta in contatto con la casa reale, dall'altro a far risaltare il fascino della principessa attraverso una grande cura dell'abbigliamento e delle maniere. Talvolta venivano invitati anche esponenti di colore politico avverso, come quando nel 1875 il repubblicano Giovanni Nicotera si esibì con la nobildonna in una quadriglia. Nel carnevale del 1872, inoltre, Margherita si recò ai balli organizzati dai Doria, dai Pallavicini, dagli Sforza Cesarini e dai Caetani.
Furono anche anni di viaggi. Già nel 1872 Margherita fu invitata a Berlino per fare da madrina al battesimo della figlia dell'intimo amico Federico di Prussia, principe ereditario e futuro Federico III. A testimonianza della riconoscenza e dell'affetto che li legava, la bambina fu chiamata Margherita. Dal soggiorno in terra teutonica ricavò una buona impressione che le fece formulare la famosa frase: «In Italia tutti comandano, in Germania tutti obbediscono». Prima di diventare regina, compì ancora una trasferta significativa che la portò a Pietroburgo e Vienna nel 1876.

### Regina d'Italia

Ritratto ufficiale della regina d'Italia Margherita di Savoia

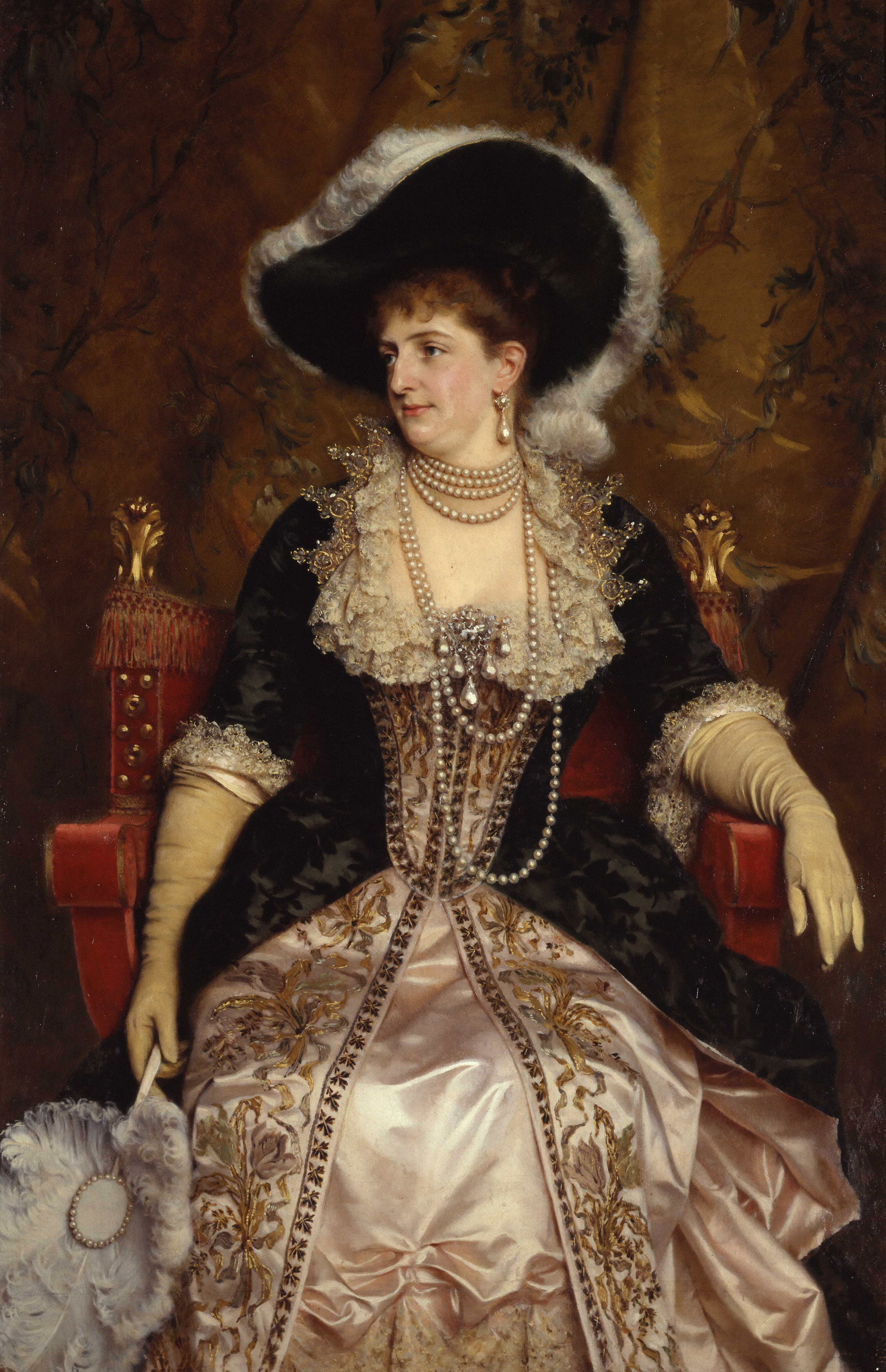
Margherita di Savoia, regina d'Italia quale consorte di Umberto I.

Il 3 gennaio 1878 Vittorio Emanuele II avvertì una febbre che lo costrinse a letto due giorni più tardi. Si trattava di febbre malarica trasformatasi in pleuro-polmonite. Ormai conscio del trapasso imminente, il re ricevette, secondo la tradizione, le persone più intime al proprio capezzale. Così, anche Margherita si trattenne per qualche istante nella stanza del sovrano morente. Le condizioni del malato peggiorarono rapidamente; le 14.35 del 9 gennaio segnarono l'ora del decesso e l'ascesa al trono della principessa di Piemonte. Margherita diventava la prima regina d'Italia, dato che Maria Adelaide era morta prima del 1861. Tra i monarchici il dolore fu grande, ma il racconto di Filippo Crispolti, che quella sera stessa si trovava al Circolo di San Pietro, certifica come neppure i «papalini» festeggiassero, e come l'atmosfera fosse improntata a un sincero rispetto per quanto capitato nel pomeriggio.
Scaduti i sei mesi di lutto, durante i quali era morto Pio IX e il conclave aveva eletto Leone XIII al soglio pontificio, la coppia reale, sulla falsariga dell'itinerario di dieci anni prima, intraprese un viaggio attraverso l'Italia per promuoversi quale simbolo dell'unità del paese. In agosto i nuovi sovrani cominciarono a risalire la penisola.

A La Spezia assistettero al varo della nave Dandolo, e pochi giorni dopo fecero ritorno a Torino. Dopo furono a Milano, Venezia, Brescia, Mantova e Verona, prima di concedersi una pausa con la tradizionale villeggiatura monzese, preludio alla visita bolognese, che avvenne in novembre.
Si aprì così il mese più intenso: la città felsinea preoccupava i reali, che temevano un'accoglienza fredda nella culla dei repubblicani e delle società operaie. Non fu così: il 4 la loro apparizione in stazione fu accompagnata dallo sventolìo festoso di quaranta bandiere di società operaie, e l'accoglienza superò le più rosee aspettative, attraversando il bagno festante della folla. «Il successo che ha la Regina qui a Bologna, come donna e come Sovrana, è indescrivibile», annotò Alessandro Guiccioli due giorni dopo. Era una giornata di «fango in terra e fango in cielo» quella che vide il corteo passare per la centrale via Galliera, laddove d'improvviso il Carducci vide Margherita: «In quella confusione la figura della Regina mi passò avanti come un che bianco e biondo, come una imagine romantica in mezzo una descrizione verista, potente se volete, ma che non finisce mai ed annoia». La giornata trionfale culminò nella serata al teatro Brunetti in mezzo agli operai acclamanti Umberto.
Il giorno successivo Carducci fu ricevuto dai reali e poté parlare personalmente con Margherita, avviando un'amicizia che si tradurrà nella celebre ode Alla regina d'Italia, scritta pochi giorni dopo, in altre dediche poetiche e in incontri frequenti nel periodo estivo, quando entrambi sceglievano le montagne della Valle d'Aosta.

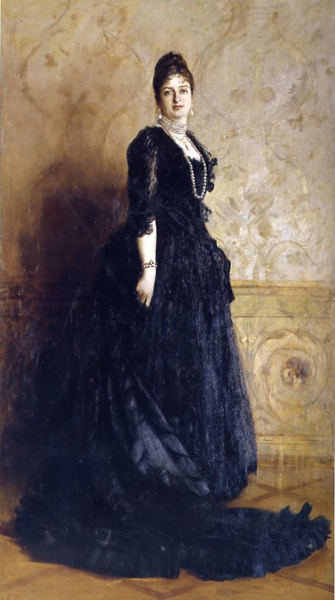
Ritratto di Sua Maestà la Regina Margherita di Cesare Tallone, 1890
, olio su tela, Torino, Palazzo Chiablese

In generale la giovane regina, dotata di fascino, seppe accattivarsi le folle, anche parte di quelle contrarie alla monarchia. Tuttavia non era tutto oro quello che riluceva, e le folle entusiaste non rappresentavano che una parte dell'umore popolare e politico. I contrasti con la Chiesa rimanevano evidenti, ma anche i repubblicani e gli anarchici avversavano il potere regio. Le punte più estreme del dissenso presero forma nel prosieguo del viaggio. Se a Firenze ci fu un'accoglienza meno trionfale, fu a Foggia che accadde un episodio che può essere visto come prodromo dell'attentato napoletano. Il 16 novembre, alla stazione, un certo Alberigo Altieri tentò di lanciarsi contro il re, ma venne fermato in tempo dalla sicurezza. La stampa non ne parlò, ma un documento del 23 novembre fa riferimento all'avvenimento nell'ambito di un complotto volto a uccidere il sovrano.
Il 17, a Napoli, l'anarchico Giovanni Passannante tentò di accoltellare Umberto. La regina, nonostante cercasse di mostrarsi calma e sorridente fino alla fine della parata, si sentì male al ritorno nella reggia. Accolta e consolata dal sindaco di Napoli, Guglielmo Capitelli, la regina gli mormorò: «Si è rotto l'incantesimo di Casa Savoia!». L'attentato aveva scosso la regina e, per ritemprarsi, nel settembre del 1879 si recò a Bordighera, dove rimase fino al gennaio del 1880.
Era nota soltanto a una strettissima cerchia di corte la realtà del fallimento del matrimonio tra Umberto e Margherita. Umberto infatti era legato dal 1864 alla duchessa Eugenia Attendolo Bolognini Litta, di sette anni maggiore di lui, che amerà tutta la vita. All'inizio del matrimonio, infatti, Margherita, mal sopportando la situazione nella quale si era venuta a trovare, avrebbe voluto separarsi, ma poi decise di resistere e alimentò tutta la vita la finzione di un matrimonio felice. In quest'ottica, il 22 aprile 1893 furono celebrate con sfarzo le nozze d'argento. La mattina dei festeggiamenti a Roma furono sparati 101 colpi di cannone. Per tale occasione era prevista l'emissione di un francobollo speciale, detto appunto "Nozze d'argento di Umberto I", che però non fu emesso.
La sua figura fu esaltata dal poeta Giosuè Carducci negli ultimi anni della sua vita, nonostante il suo passato repubblicano e il suo dispregio verso tutti i monarchi, tanto da guadagnarsi critiche da diversi repubblicani.
Da regina promosse le arti e la cultura, introdusse la musica da camera in Italia, fondò il quintetto d'archi di Roma. Una volta alla settimana radunava attorno a sé al Quirinale il meglio della cultura italiana e di quella europea di passaggio nella capitale, come Ruggiero Bonghi, Theodor Mommsen, Ferdinand Gregorovius e Giuseppe Martucci. Fu grazie a una borsa di studio da lei concessa che, dal 1880 al 1883, poté studiare al Conservatorio di Milano il giovane Giacomo Puccini.
Appassionata ed esperta alpinista, scalò, caso raro ai tempi per una donna, diverse vette alpine anche impegnative e presenziò a manovre militari degli Alpini, che formarono il soggetto di uno dei primi film mai realizzati in Italia (Le manovre degli Alpini al Colle della Ranzola, realizzato nel 1905 da Roberto Omegna per la "Ambrosio" di Torino). Per questo motivo le venne dedicato un rifugio alpino, la Capanna Margherita, costruito sulla vetta della Punta Gnifetti, una delle più elevate del gruppo del Rosa, alla cui inaugurazione, avvenuta il 18 agosto 1893, la regina partecipò di persona, percorrendo direttamente, con corteo di guide alpine e gentiluomini, il ghiacciaio sottostante e pernottando nella nuova struttura.

### Morte di Umberto I

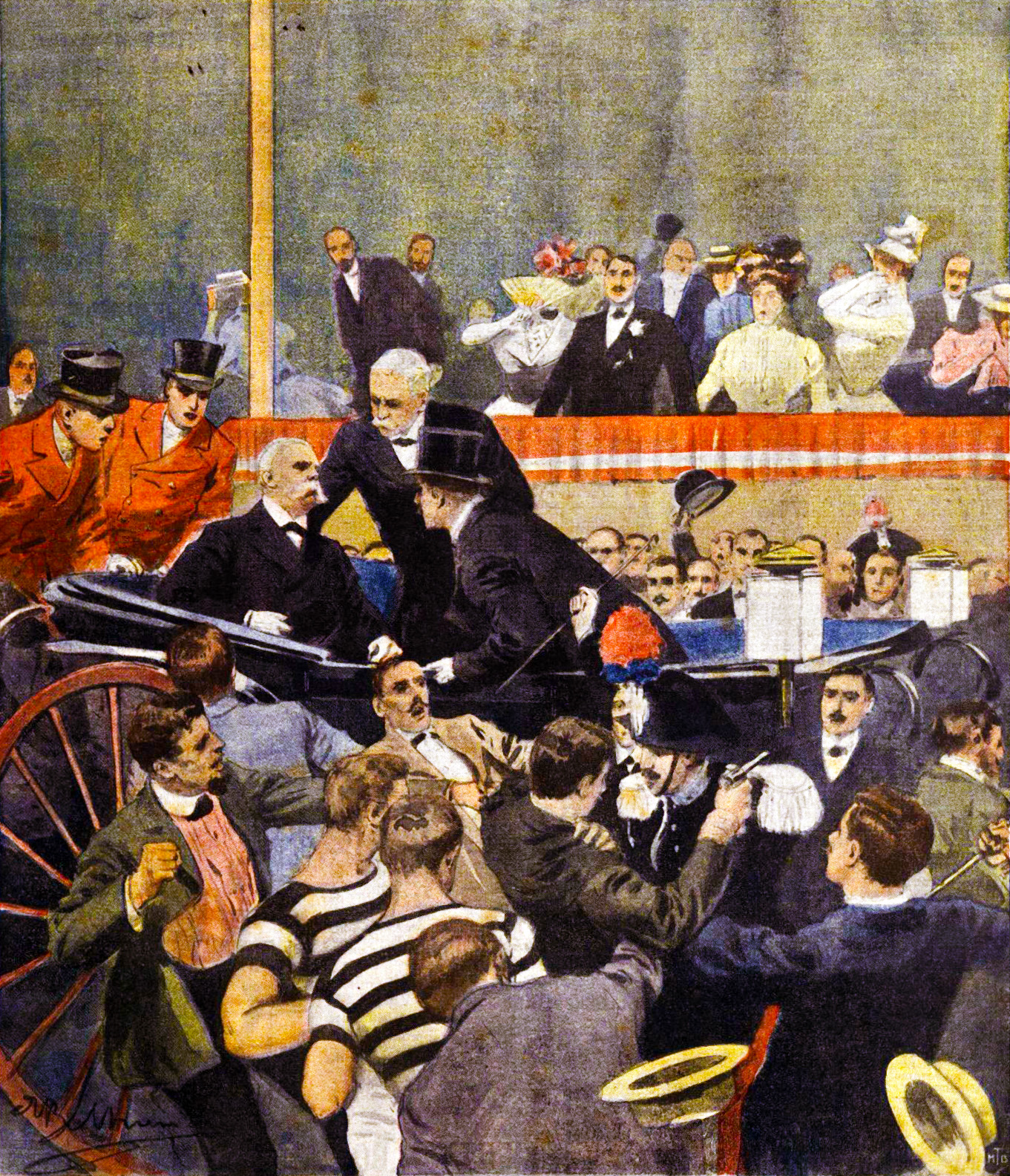
Il regicidio di Umberto I in una stampa dell'epoca

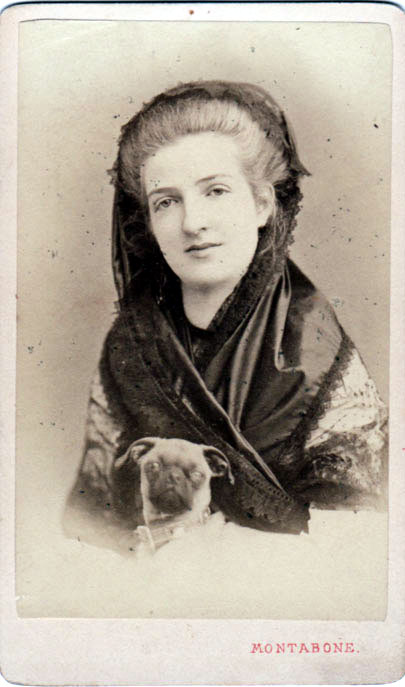
La regina in lutto in una foto di Luigi Montabone

Il 29 luglio del 1900, Umberto e Margherita erano in visita a Monza, invitati dalla società ginnastica monzese Forti e Liberi per premiare vari atleti nel quadro di una manifestazione sportiva. Avrebbero dovuto trattenersi solo alcuni giorni, per poi trasferirsi a Gressoney-Saint-Jean per un periodo di riposo.
Alle 22:30 quattro colpi sparati da una pistola Hamilton and Booth, tre dei quali andati a segno, posero fine alla vita del secondo sovrano d'Italia. La regina, che lo attendeva nella Villa Reale, si vide riportare indietro un cadavere. Avvisata in anticipo dell'attentato, Margherita si precipitò all'ingresso gridando: «Fate qualcosa, salvate il re!». Ma non c'era ormai più nulla da fare: Umberto era già spirato.
Il regicida era Gaetano Bresci, un anarchico emigrato negli USA nel 1897 e tornato in Italia per vendicare i morti dovuti alla repressione dei moti di Milano da parte del generale Bava Beccaris, cui Umberto I aveva conferito un'alta onorificenza per aver domata quella che riteneva una rivolta socialista antimonarchica.
Per quanto si sia poi creata una leggenda popolare secondo cui, il giorno dell'attentato, Margherita avrebbe avvertito un tragico presentimento e tentato di dissuadere il consorte dal prendere parte all'impegno serale, pochi giorni dopo l'omicidio la regina confidò «a un intimo» di non aver avuto, quella sera, neanche «un'ombra di inquietudine», mentre abitualmente tremava per l'incolumità del marito.
Quando Margherita capì che Umberto era morto, si buttò sul cadavere pronunciando parole divenute famose, cui attinse ampiamente la stampa dell'epoca: «Hanno ucciso te, che tanto amavi il tuo popolo! Eri tanto buono, non facesti male a nessuno e ti hanno ucciso! Questo è il più gran delitto del secolo! ». La concezione sacrale del trono, cui la regina era sempre rimasta legata, informò le sue azioni successive. Margherita scrisse una preghiera da recitare in favore del sovrano assassinato: il 1º agosto ne chiese la pubblicazione in una missiva a Geremia Bonomelli, vescovo di Cremona.
Il prelato pubblicò la Devozione per «non sottrarre al popolo religioso un esempio luminosissimo di fede, di pietà e fortezza cristiana piuttosto singolare che raro». Presentata sotto forma di rosario, impetrava l'accesso nella «Patria gloriosa» del cielo per un re descritto in termini decisamente agiografici.
La Chiesa cattolica non approvò la preghiera, vietandone l'ammissione tra le pratiche di culto. Alla condanna dell'Osservatore Romano si aggiunse quella di Antonio Fogazzaro, il quale, pur rispettando lo scritto di una donna pia, ne delineava il carattere strettamente privato.
L'11 agosto il trono passò al figlio di Umberto, che divenne re Vittorio Emanuele III.

### Regina madre

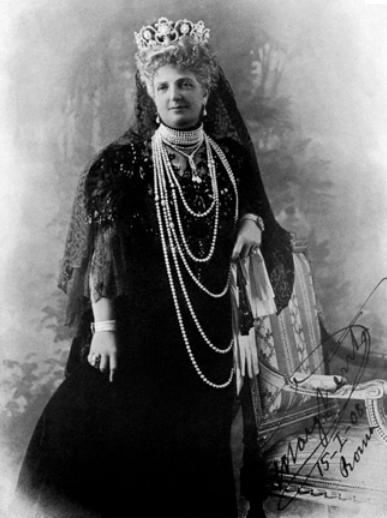
La regina Margherita in una foto ufficiale del 1908, come regina madre. Nella foto indossa il famoso diadema scomponibile di Musy

Dopo la morte del marito, Margherita dovette adattarsi al ruolo di regina madre. In tale veste si dedicò a opere di beneficenza e all'incremento delle arti e della cultura, incoraggiò artisti e letterati e fondò istituzioni culturali. Tutta la sua precedente vita era stata consacrata al ruolo di moglie del re, ora doveva adoperarsi a favore del figlio e della nuora Elena.
Nell'agosto 1900, in segno di lutto, rinunciò per la prima volta dopo 11 anni al consueto soggiorno estivo di Gressoney, preferendo recarsi a Misurina. Nei 25 giorni passati in Cadore provò a riprendersi con frequenti escursioni e ascensioni in montagna, «in gramaglie» e «con il suo piccolo entourage tutto in lutto». L'autunno lo trascorse nella Palazzina di caccia di Stupinigi, che avrebbe sostituito l'annuale periodo monzese. Alla vigilia di Natale, accolta da una numerosa folla, giunse alla stazione Termini per prendere possesso della sua nuova dimora, nel Palazzo Piombino che il figlio le aveva appena comprato in via Veneto, e che sarebbe presto divenuto noto come Palazzo Margherita.
La regina riceveva regolarmente anche presso la sua residenza di montagna in Valle d'Aosta, e continuò a essere un centro d'attrazione per artisti, letterati, nobili e uomini di mondo. Nel 1904 il vivaio belga Soppelt & Notting dedicò alla regina una rosa molto rara.
Nel 1911 accolse con soddisfazione l'azione militare italiana in Libia, avvicinandosi così a Giolitti, con cui i rapporti erano sempre stati difficili. «La guerra», scrisse il 29 aprile 1912 al confidente di una vita, il vescovo Geremia Bonomelli, «parola che da sola racchiude tanto dolore e tante stragi, in questo caso nostro quante prove d'animi, quanta fede di cuori, quanta nobiltà, quanta elevazione di sentimenti e d'azione ci ha portati! È una cosa veramente meravigliosa, e della quale non si può abbastanza ringraziare Iddio». Entusiasta della vittoria italiana, in cui vedeva il riscatto del fallimento africano di Adua, la regina sperava però anche, invano, che il conflitto portasse un duro colpo all'Islam.
Poi venne la guerra e la regina madre trasformò in ospedale (Ospedale n. 2, l'1 era il Quirinale, dove operava come crocerossina Elena) la sua residenza romana. Nel 1914, la regina acquistò Villa Etelinda a Bordighera e fece costruire, nell'enorme parco, la sua villa all'architetto Luigi Broggi. Villa Margherita sarà inaugurata il 25 febbraio 1916.

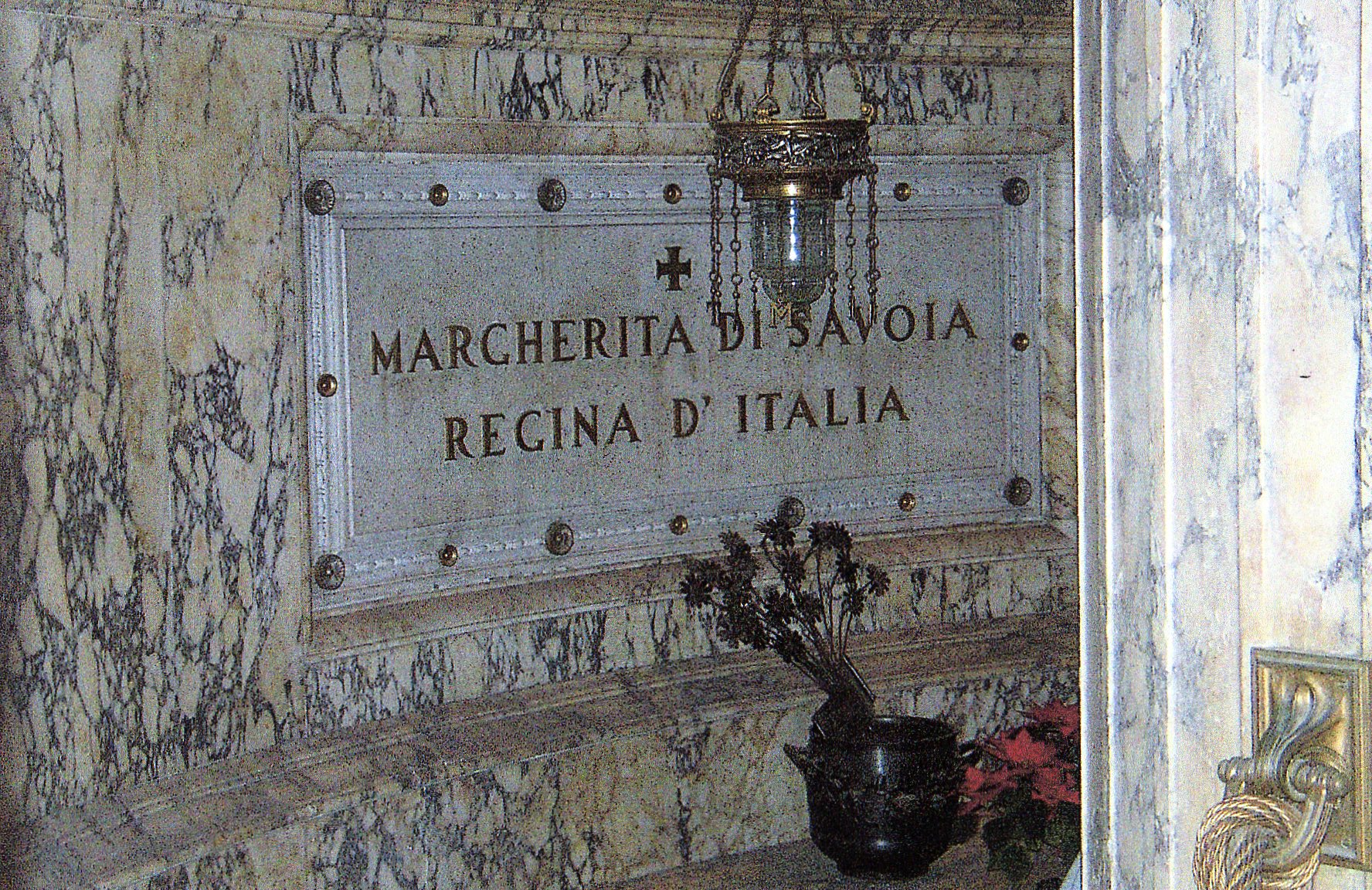
La tomba della regina Margherita al Pantheon

In campo politico si mostrò favorevole al fascismo, che vedeva al momento come l'unico movimento che si opponeva contro i disordini dei socialisti e dei bolscevichi durante il biennio rosso, che minacciavano l'istituzione monarchica stessa. Nell'ottobre del 1922 i quadrumviri andarono a Bordighera a renderle omaggio prima della marcia su Roma. Morì nella sua villa a Bordighera il 4 gennaio 1926, a 74 anni.
Il 10 gennaio 1926 la salma venne portata a Roma, ove fu tumulata il giorno dopo nelle tombe reali del Pantheon, dove si trova tuttora. Il convoglio funebre si fermava per breve tempo a ogni stazione per permettere a chi la aveva amata di porgere un ultimo saluto. A Pisa passò di notte, e la banda dei ferrovieri della città andò a suonare in segno di rispetto. In questa occasione si dimostrò tutto l'affetto popolare al passaggio del convoglio ferroviario, quando una folla commossa ostacolava e rallentava l'andamento dello stesso, per potersi avvicinare e gettare fiori.
Sue sono la preghiera composta per la campana di Rovereto che ricorda con i suoi rintocchi i caduti della grande guerra e quella per il defunto marito Umberto.

## Il garage della regina Margherita

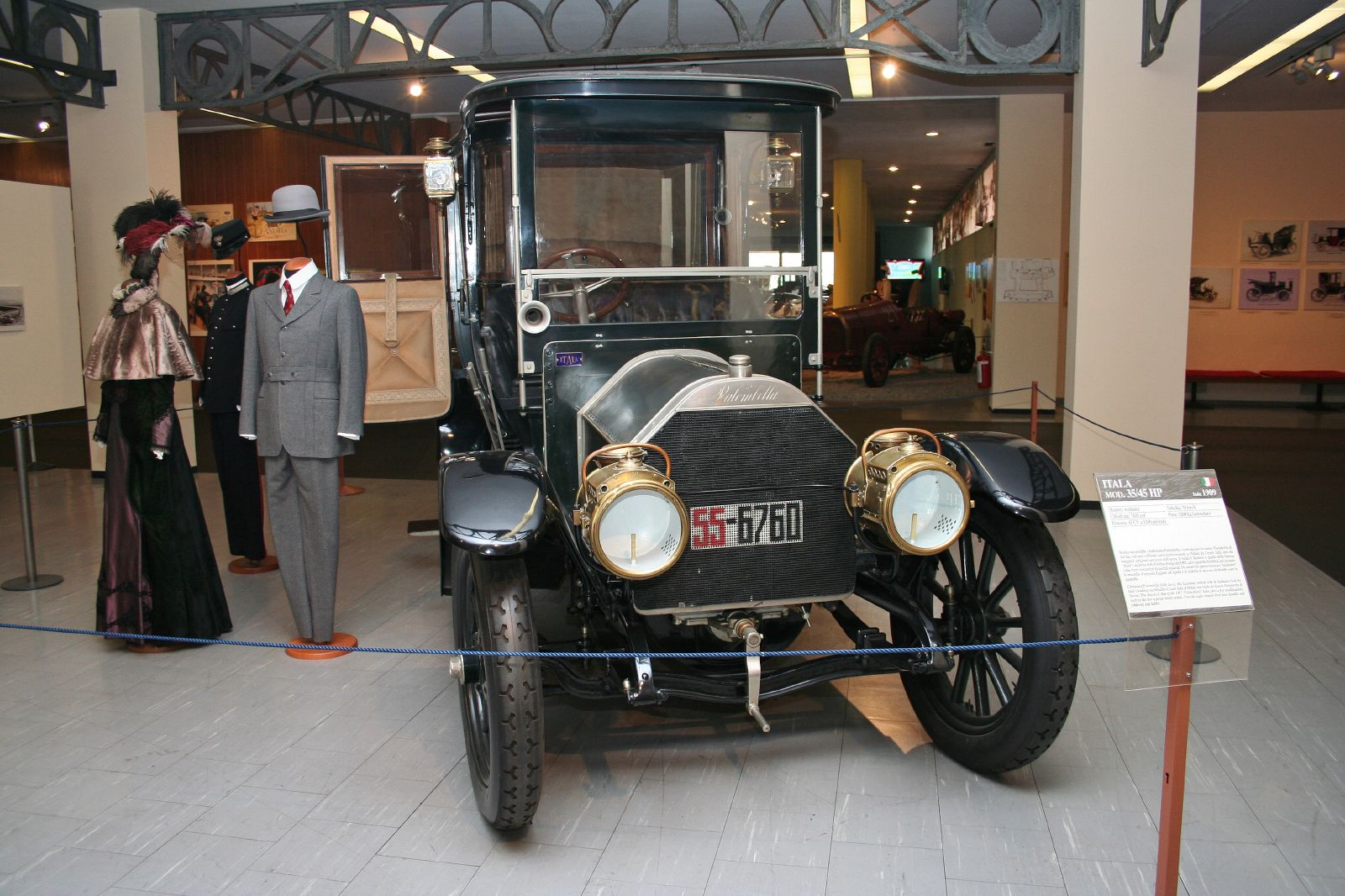
Il landaulet "Palombella" della regina Margherita, destinato alle occasioni ufficiali

Margherita di Savoia fu tra le prime utilizzatrici delle automobili e convinta sostenitrice del nuovo mezzo di locomozione. Intrattenne cordiali e frequenti rapporti con molti pionieri del motorismo, come Emanuele Bricherasio o Carlo Biscaretti, ed ebbe tra i suoi autisti anche valenti piloti, come il campione Alessandro Cagno. Fu soprattutto grande promotrice dell'industria automobilistica italiana, nel primo decennio del XX secolo, compiendo arditi raid turistici sulle sconnesse strade dell'epoca, seguitissimi dalla stampa di tutta Europa, a cominciare dal lungo viaggio del 1905, di circa 5.000 chilometri, attraverso Francia, Paesi Bassi e Germania, con il suo "Sparviero" su autotelaio Fiat 24/32 HP.
Divenne presto celebre il fornitissimo garage della regina, suddiviso in "reparto di città" e "reparto di campagna", nel quale erano custodite le vetture per i servizi di corte, ognuna identificata con il nome di un volatile, secondo il tipo di servizio cui era assegnata.
Secondo i registri del Grande Scudiere Reale, generale Alberto Solaro del Borgo, all'uso esclusivo della regina madre erano riservati il "Falco", per le brevi gite, e il landaulet "Palombella", destinato alle occasioni ufficiali. Per i lunghi viaggi estivi e invernali erano impiegate le automobili "Aquila", "Rondine", "Sparviero" e "Rondinella", mentre per le piccole passeggiate era a disposizione la vetturella "Alcione". Non mancavano gli automezzi pesanti, come il "Condor", una grossa torpedo trasformabile per il trasporto dei bagagli e il "Cigno", un omnibus con camera da letto e da bagno che, probabilmente, rappresentò il primo esempio di camper ante litteram. Le automobili "Airone", "Allodola" e "Falchetto" erano a disposizione per le visite dei reali prìncipi, mentre il "Passero" e il "Francolino" erano al servizio della real corte. Chiudeva la rassegna lo "Stornello", utilizzato dalla dama d'onore Paola Pes di Villamarina.
Naturalmente le case automobilistiche e i carrozzieri facevano a gare per fornire il garage reale, attuando lavori accurati a prezzi particolarmente convenienti, nella speranza di ottenere il decreto di "Fornitore ufficiale della Real Casa". Allestite dai principali carrozzieri dell'epoca, come Alessio, Lanza o Castagna, occupavano il garage di Margherita automobili Züst, Florentia, Rapid, FIAT e Itala, quest'ultima rappresentando la marca prediletta dalla regina.
Nei mesi successivi alla morte di Margherita di Savoia, il garage venne dismesso e le automobili vendute o cedute, per essere messe all'asta a fini di beneficenza.

## Popolarità
(Indro Montanelli)

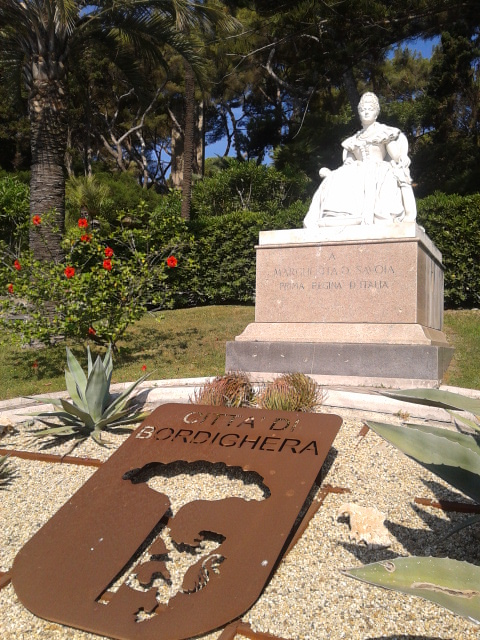
Monumento dedicato alla regina Margherita a Bordighera

A Napoli, nel 1889, la regina assaggiò un cosciotto di pollo portandolo alla bocca dopo averlo afferrato direttamente con le mani e ne nacque il detto: «Anche la regina Margherita mangia il pollo con le dita».
Alla regina Margherita furono dedicate:
- la pizza Margherita;
- il parco botanico "Villa Margherita" di Catanzaro, inaugurato il 21 gennaio 1881 dal re Umberto I e dalla regina Margherita, che si trovavano in visita nella città calabrese (all'epoca non ancora capoluogo);
- la Capanna Margherita, nel gruppo del Monte Rosa, a tutt'oggi il più elevato rifugio alpino europeo;
- la Punta Margherita delle Grandes Jorasses, salita per la prima volta nel 1898 e battezzata in suo onore dal nipote Luigi Amedeo di Savoia-Aosta;
- il lago Margherita in Etiopia, scoperto e battezzato in suo onore dall'esploratore Vittorio Bottego;
- i Giardini Margherita, parco pubblico di Bologna;
- i Giardini Margherita, parco pubblico di Fabriano (AN);
- la Barriera Margherita sul lungomare di Livorno;
- il panforte Margherita, nome che i senesi, nel 1879, in occasione della visita dei reali a Siena, diedero alla variante meno speziata del loro dolce più caratteristico;
- le "Margheritine", dolcetti tipici di Stresa, che furono ideate nel 1857 per il palato dell'allora principessa Margherita;
- il comune di Margherita di Savoia, in provincia di Barletta-Andria-Trani (prima si chiamava Saline di Barletta);
- il primo battello a movimentazione meccanica in linea sul Canal Grande a Venezia, il "Regina Margherita", 21 ottobre 1881;
- la prima scuola pubblica dell'Italia Unita (chiamata appunto "Regina Margherita"). Si trova nel cuore del rione Trastevere a Roma e venne inaugurata dalla stessa regina nel luglio del 1888;
- la Scuola Normale femminile per la formazione dei maestri, aperta a Roma nel 1888/89, e registrata l'anno successivo con il nome di Margherita di Savoia. Un bassorilievo bronzeo collocato all'interno dell'Istituto, a firma Zocchi, la ricorda;
- Bordighera le ha innalzato un monumento in marmo bianco di Carrara che la riproduce assisa sul trono, opera dello scultore Italo Griselli;
- Collepardo (Frosinone) le ha dedicato le grotte del paese, fino ad allora denominate "Grotte dei Bambocci", in seguito alla visita della sovrana avvenuta nel 1904;
- la scuola di Chiavari nel quartiere di Ri Basso, denominata Scuola Elementare Regina; Margherita, fondata nel 1927;
- il Ricovero di Mendicità di Sassari, fondato nel 1869 e poi dedicato alla regina, della quale ancora porta il nome (Casa di Riposo "Regina Margherita");
- l'ospedale infantile Regina Margherita di Torino;
- l'ospedale Regina Margherita a Roma;
- la Casa della Salute Regina Margherita a Castelfranco Emilia;
- il corso Regina Margherita a Torino, il viale Margherita di Savoia a Palermo, il viale Regina Margherita a Roma, Catania, Siracusa, Messina, Cagliari e Acireale, la piazza Regina Margherita all'Aquila e Caserta (fino al 1947, attualmente col nome di piazza Dante); anche a Cremona viale Regina Margherita fino al 1944, che venne poi chiamato viale Po;
- il settimanale "Margherita" descrisse e riprodusse tutte le sue toelette;
- un modello di macchina per cucire, detta appunto Regina Margherita;
- Giosuè Carducci dedicò alla regina Margherita una delle sue Odi barbare (Alla Regina d'Italia):

Onde venisti? quali a noi secoli | Sì mite e bella ti tramandarono? | Fra i canti de' sacri poeti | Dove un giorno o regina, ti vidi? | [.....] | O ver ne i brevi dì che Italia | Fu tutta un maggio, che tutto il popolo | Era cavaliere? Il trionfo | D'Amor già tra le case merlate | [......] | Fulgida e bionda ne l'adamàntina | Luce del serto tu passi, e il popolo | Superbo di te si compiace | [.....] |Le braccia porgendo ti dice | Come a suora maggior «Margherita!»;
- Carducci dedicò alla regina Margherita anche l'ode: Il liuto e la lira;
- Il pilota della Scuderia Ferrari Sebastian Vettel nel 2016 diede il nome Margherita alla sua Ferrari SF16-H in onore della regina;[61]

Molti altri scrittori e studiosi si ispirarono alla sua figura: Giovanni Pascoli le rese omaggio nell'inno Pace!, Gabriele D'Annunzio nel romanzo Il fuoco. Fanno parte dell'elenco anche Antonio Fogazzaro, Riccardo Zanella, Salvator Gotta, Giovanni Prati, Giuseppe Giacosa, Ugo Ojetti, Angiolo Silvio Novaro – che le dedicò un'ode – e molti altri. Si parlò anche di forme di "margheritismo" dovute alla sua popolarità.

## Discendenza
Umberto I di Savoia e Margherita ebbero un solo figlio:
- Vittorio Emanuele (1869 – 1947), principe di Napoli, futuro re d'Italia, sposò Elena del Montenegro, da cui ebbe cinque figli.

## Onorificenze

Il monogramma personale della regina Margherita

Il monogramma personale della regina Margherita e di re Umberto I d'Italia

## Ascendenza
|                             |                          |                                      | Genitori                                   |  |  | Nonni |  |  | Bisnonni                           |  |  | Trisnonni                              |  |
|                             |                          |                                      |                                            |  |  |       |  |  | Carlo Emanuele di Savoia-Carignano |  |  | Vittorio Amedeo II di Savoia-Carignano |  |
|                             |                          |                                      |                                            |  |  |       |  |  | Carlo Emanuele di Savoia-Carignano |  |  | Vittorio Amedeo II di Savoia-Carignano |  |
|                             |                          | Giuseppina Teresa di Lorena-Armagnac |                                            |  |  |       |  |  | Carlo Emanuele di Savoia-Carignano |  |  |                                        |  |
| Carlo Alberto di Savoia     |                          |                                      |                                            |  |  |       |  |  | Carlo Emanuele di Savoia-Carignano |  |  |                                        |  |
|                             |                          | Maria Cristina di Sassonia-Curlandia | Carlo di Sassonia-Curlandia                |  |  |       |  |  |                                    |  |  |                                        |  |
|                             |                          | Maria Cristina di Sassonia-Curlandia | Carlo di Sassonia-Curlandia                |  |  |       |  |  |                                    |  |  |                                        |  |
|                             |                          | Maria Cristina di Sassonia-Curlandia | Francesca Korwin-Krasińska                 |  |  |       |  |  |                                    |  |  |                                        |  |
| Ferdinando di Savoia-Genova |                          | Maria Cristina di Sassonia-Curlandia |                                            |  |  |       |  |  |                                    |  |  |                                        |  |
|                             |                          | Ferdinando III di Toscana            | Leopoldo II d'Austria                      |  |  |       |  |  |                                    |  |  |                                        |  |
|                             |                          | Ferdinando III di Toscana            | Leopoldo II d'Austria                      |  |  |       |  |  |                                    |  |  |                                        |  |
|                             |                          | Ferdinando III di Toscana            | Maria Luisa di Spagna                      |  |  |       |  |  |                                    |  |  |                                        |  |
| Maria Teresa di Toscana     |                          | Ferdinando III di Toscana            |                                            |  |  |       |  |  |                                    |  |  |                                        |  |
|                             |                          | Luisa Maria di Napoli e Sicilia      | Ferdinando IV di Napoli e III di Sicilia   |  |  |       |  |  |                                    |  |  |                                        |  |
|                             |                          | Luisa Maria di Napoli e Sicilia      | Ferdinando IV di Napoli e III di Sicilia   |  |  |       |  |  |                                    |  |  |                                        |  |
|                             |                          | Luisa Maria di Napoli e Sicilia      | Maria Carolina d'Austria                   |  |  |       |  |  |                                    |  |  |                                        |  |
| Margherita di Savoia-Genova |                          | Luisa Maria di Napoli e Sicilia      |                                            |  |  |       |  |  |                                    |  |  |                                        |  |
|                             | Massimiliano di Sassonia | Federico Cristiano di Sassonia       |                                            |  |  |       |  |  |                                    |  |  |                                        |  |
|                             | Massimiliano di Sassonia | Federico Cristiano di Sassonia       |                                            |  |  |       |  |  |                                    |  |  |                                        |  |
|                             | Massimiliano di Sassonia | Maria Antonia di Baviera             |                                            |  |  |       |  |  |                                    |  |  |                                        |  |
| Giovanni di Sassonia        | Massimiliano di Sassonia |                                      |                                            |  |  |       |  |  |                                    |  |  |                                        |  |
|                             |                          | Carolina Maria di Parma              | Ferdinando I di Parma                      |  |  |       |  |  |                                    |  |  |                                        |  |
|                             |                          | Carolina Maria di Parma              | Ferdinando I di Parma                      |  |  |       |  |  |                                    |  |  |                                        |  |
|                             |                          | Carolina Maria di Parma              | Maria Amalia d'Austria                     |  |  |       |  |  |                                    |  |  |                                        |  |
| Elisabetta di Sassonia      |                          | Carolina Maria di Parma              |                                            |  |  |       |  |  |                                    |  |  |                                        |  |
|                             |                          | Massimiliano I di Baviera            | Federico Michele di Zweibrücken-Birkenfeld |  |  |       |  |  |                                    |  |  |                                        |  |
|                             |                          | Massimiliano I di Baviera            | Federico Michele di Zweibrücken-Birkenfeld |  |  |       |  |  |                                    |  |  |                                        |  |
|                             |                          | Massimiliano I di Baviera            | Maria Francesca del Palatinato-Sulzbach    |  |  |       |  |  |                                    |  |  |                                        |  |
| Amalia Augusta di Baviera   |                          | Massimiliano I di Baviera            |                                            |  |  |       |  |  |                                    |  |  |                                        |  |
|                             |                          | Carolina di Baden                    | Carlo Luigi di Baden                       |  |  |       |  |  |                                    |  |  |                                        |  |
|                             |                          | Carolina di Baden                    | Carlo Luigi di Baden                       |  |  |       |  |  |                                    |  |  |                                        |  |
|                             |                          | Carolina di Baden                    | Amalia d'Assia-Darmstadt                   |  |  |       |  |  |                                    |  |  |                                        |  |
|                             |                          | Carolina di Baden                    |                                            |  |  |       |  |  |                                    |  |  |                                        |  |

## Filmografia su Margherita di Savoia
- Processo al generale Baratieri per la sconfitta di Adua  (1974) regia di Piero Schivazappa interpretata da Edda Albertini.
- Passannante (2011), regia di Sergio Colabona interpretata da Veronica Gentili.
- Terra ribelle (2012) regia di Ambrogio Lo Giudice.
- Meraviglie - La penisola dei tesori (2020), interpretata da Aurora Ruffino.
- Meraviglie - La penisola dei tesori (2022), interpretata da Anna Safroncik.